# Streptochetus
Streptochetus is een geslacht van uitgestorven weekdieren uit de klasse van de Gastropoda (slakken). Exemplaren van dit geslacht zijn slechts als fossiel bekend.

## Soort
- Streptochetus intortus (Lamarck, 1803) †